# Covas (Maceda)
Covas (llamada oficialmente San Xoán de Covas) es una parroquia del municipio español de Maceda, en la provincia de Orense, Galicia.

## Toponimia
La parroquia también es conocida por el nombre de San Juan de Cobas. 

## Organización territorial
La parroquia está formada por dos entidades de población:
- A Palela
- O Currelo

## Demografía
La parroquia de Covas no consta ni en la base de datos del INE ni en la del IGE por lo que se desconocen los datos demográficos de la misma. En ambas bases sus entidades de población forman parte de la parroquia de La Cuesta.